# Pétrocores
Les Pétrocores, Pétrocoriens ou bien en latin les Petrocorii, étaient un peuple gaulois établi dans l'actuel département de la Dordogne, en France, et plus précisément entre la Dordogne et l'Isle. Leur capitale était Vesunna, l'actuelle Périgueux. La ville de Périgueux ainsi que l'ancienne province du Périgord tirent leur nom de ce peuple. 

## Étymologie

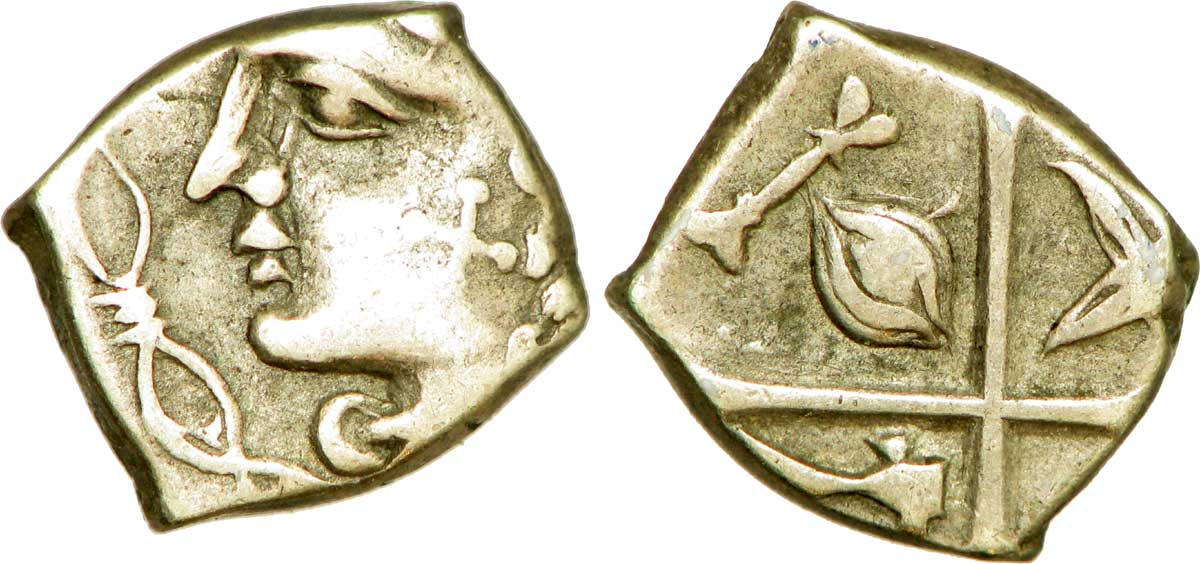
Drachme « au style flamboyant », frappé par les Pétrocores.

L'étymologie du terme « Petrocorii » n'est guère sujette à discussion parmi les linguistes, seuls les historiens l'interprètent parfois un peu différemment.
Le premier élément s'explique par le gaulois petru- « quatre ». Il est déduit de l'ordinal petuar(ios) attesté sur une poterie de La Graufesenque (tuđđos petuar « quatrième fournée ») et du composé gaulois latinisé petorritum (« (char) à quatre roues »), ainsi que dans divers toponymes Petromantalo, Pierremande « carrefour » (en latin quadri-furcus). La forme petru- est bien attestée dans Petru-sidius, petru-decameto (« quatorze »), etc. On compare avec le gallois pedwar : pedr- et le breton pevar signifiant « quatre ». C'est la même étymologie que le latin quadru- et celle du gotique fidur- (cf. anglais four) qui remontent tous à l'indo-européen *kʷetur̥ / *kʷetru-.
Le second élément corios signifie « armée » et se rencontre dans l'ethnonyme  Tricorii « les trois armées »  (avec tri- traduit « trois ») et des Coriosolites, ainsi que dans divers toponymes et noms de personnes. Il s'agit du même mot qu'en celtique moderne (cf. en irlandais cuire traduit « troupe » ou « armée » ; en vieux breton cor- qui veut dire « famille », « troupe »). Il s'agit d'un parent du germanique *hari- (en gotique harjis retranscrit « armée » et en vieux haut allemand hari voulant dire le même mot) et du grec koiranos « chef d'armée ».
Le sens général de Petrocorii serait donc celui des « quatre armées, quatre troupes »,,.

## Gentilé

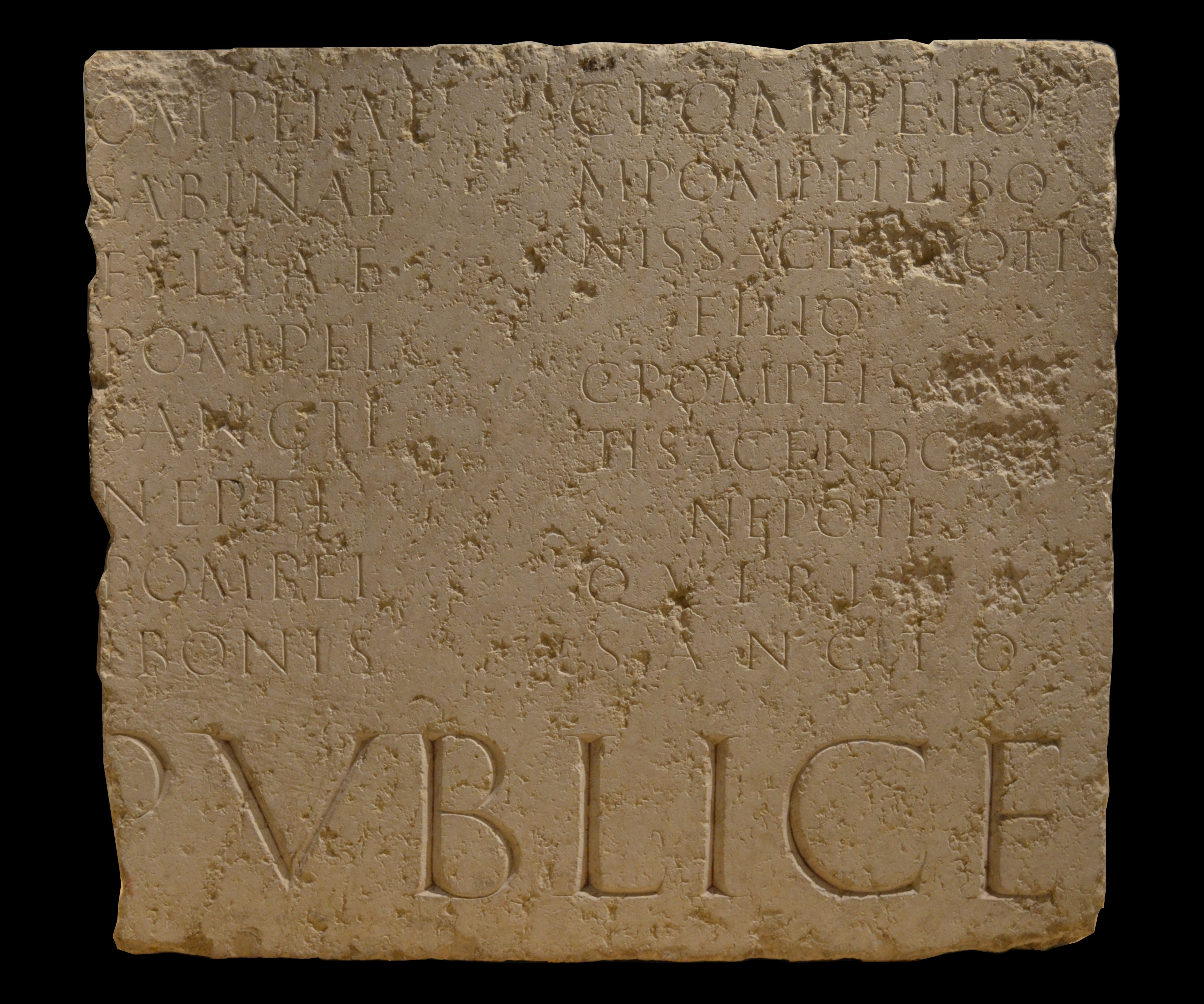
Stylobate mentionnant indirectement des Pétrocores qui ont élevé ce piédestal à Lyon. CIL XIII 1704.

Le nom de Pétrocoriens désigne parfois de nos jours les habitants de Périgueux, principalement nommés Périgourdins.

## Histoire
Selon Venceslas Kruta, « les Petrocoriens habitaient la région située entre la Dordogne et la Vézère ». En 52 av. J.-C., ils fournissent à Vercingétorix environ 5 000 guerriers, pour l'aider à affronter les légions romaines de Jules César. Strabon mentionne leur excellence dans le travail du fer.

## Mémoire
Une exposition intitulée « Quoi de neuf chez les Pétrucores ? » se tient au musée Vesunna du 13 juillet 2013 au 2 mars 2014 ; elle résume les dix ans d'archéologie en Périgord gallo-romain. De plus, une publication aux éditions Fanlac paraîtra en complément de cette exhibition. Le budget total du projet s'élève à 100 000 €, financé par les collectivités territoriales.